# Двупорые
Двупорые (лат. Ditrysia) — клада (естественная группа) насекомых из отряда чешуекрылых, включающая и дневных, и ночных бабочек. Такое название эта группа получила из-за двух ясно-выраженных половых отверстий: одно для спаривания, другое для кладки яиц. К группе относится 98 % всех видов чешуекрылых.

## Классификация
В кладу включают следующие надсемейства:
- Молеподобные (Tineoidea)
- Gracillarioidea
- Yponomeutoidea
- Apoditrysia
  - Simaethistoidea
  - Gelechioidea
  - Alucitoidea
  - Pterophoroidea
  - Carposinoidea
  - Schreckensteinioidea
  - Epermenioidea
  - Urodoidea
  - Immoidea
  - Choreutoidea
  - Galacticoidea
  - Tortricoidea
  - Cossoidea
  - Zygaenoidea
  - Obtectomera
    - Whalleyanoidea
    - Thyridoidea
    - Hyblaeoidea
    - Calliduloidea
    - Papilionoidea
    - Pyraloidea
    - Mimallonoidea
    - Macroheterocera
      - Drepanoidea
      - Lasiocampoidea
      - Шелкопрядовые (Bombycoidea)
      - Geometroidea
      - Совкообразные (Noctuoidea)